# Нічний візник
«Нічний візник» — український радянський художній драматичний кінофільм режисера Георгія Тасіна, знятий на Одеській кінофабриці (ВУФКУ) в 1928 році. Фільм продовжує реалістичні традиції радянського кіномистецтва. Головну роль виконав Амвросій Бучма. Прем'єра фільму відбулася у Києві 8 квітня 1929 року.

## Сюжет
Дія фільму відбувається в Одесі наприкінці громадянської війни. Нічний візник, п'ятдесятирічний Гордій Ярощук, живе зі своєю дочкою Катею в невеликому будинку на околиці міста. Катя, яка донедавна працювала в друкарні, ховає в сараї свого робітника товариша, підпільника Бориса. Дізнавшись про це, батько захищає дочку від небезпеки бути спійманою й розповідає про схованку офіцерові білогвардійської контррозвідки. Під час обшуку в будинку візника, замість Бориса, що пішов у цю ніч, за набором листівок схопили Катю. Її заарештували й на очах збожеволілого батька без суду розстріляли у дворі міського моргу. За добу Ярощук, який безцільно блукав містом, став свідком арешту Бориса військовим патрулем. Заарештованого під охороною посадили в прольотку, наказавши візникові доставити всіх у контррозвідку. На під'їзді до Приморських сходів Гордій наказав Борису зістрибнути й направив свій екіпаж з розгубленим офіцером по крутому спуску, не залишаючи шансу залишитися живими.

## У ролях
- Амвросій Бучма —  Гордій Ярощук, нічний візник
- Марія Дюсіметьєр —  Катруся, його дочка
- Карл Томський —  Борис
- Юрій Шумський —  офіцер контррозвідки
- Микола Надемський —  козак

## Знімальна група
- Режисер — Георгій Тасін
- Сценарист — Мойсей Зац
- Оператор — Альберт Кюн
- Композитори — Всеволод Рибальченко, Юлій Мейтус